# ロケ・サンタ・クルス
ロケ・ルイス・サンタ・クルス・カンテロ（Roque Luis Santa Cruz Cantero、1981年8月16日 - ）は、パラグアイ・アスンシオン出身のサッカー選手。リベルタ所属。ポジションはFW。
パラグアイ代表には17歳の頃から選出され、代表の最多得点記録保持者（32得点）となっている。スペイン移民3世でスペイン国籍も所持しているため、EU圏外枠にはあたらない。ニックネームは、スペイン語で男の子を意味する「チコ (Chico)」。

## 経歴

### クラブ
16歳の時、パラグアイのオリンピアでプロデビュー。1998年のコパ・リベルタドーレスでは、母国パラグアイ代表のゴールキーパー、ホセ・ルイス・チラベルトからハットトリックを達成した。1999年のコパ・アメリカ（南米選手権）で3得点を挙げ、ドイツのバイエルン・ミュンヘンへと移籍。しかし、その後は怪我に悩まされ続け、レギュラー獲得には至らなかった。2007-08シーズンからはルカ・トーニ、ミロスラフ・クローゼらFW陣を補強したバイエルンを離れ、プレミアリーグのブラックバーンへ移籍。
2007-08シーズンはプレミアリーグ1年目だが、バイエルン時代に懸念されていた長期離脱の怪我もなく、12月15日のウィガン・アスレティックFC戦ではチームは敗れたもののハットトリックを達成。マンチェスター・シティFC戦では2得点を挙げ、シティのホーム連勝記録を9で止め、2007年12月のプレミアリーグ月間MVPを受賞するなど活躍。最終的には得点ランク4位となる19得点を挙げた。しかし、2008-09シーズンは怪我に苦しみ、リーグ戦は9試合の出場にとどまった。2009年6月、移籍金1800万ポンド（約28億円）でマンチェスター・シティへ移籍することが発表された。マンチェスター・シティはかねてからサンタ・クルスの獲得を熱望しており、移籍が決まった2009年6月までの18ヶ月間で6度の獲得オファーを提示しており、7度目でようやく移籍が実現した。だがマンチェスター・シティではポジションを掴むことはできず、2011年以降はブラックバーン、レアル・ベティス、マラガCFへレンタル移籍。2013年7月、マラガへ完全移籍。
2014年12月29日、リーガMXのクルス・アスルに移籍することが決定した。2015年、マラガへのレンタルでの復帰が決まった。
2016年6月8日、17年振りにオリンピアへ復帰した。

### 代表
2010年7月5日、南アフリカW杯の準々決勝敗退をもって代表を引退することを明らかにした。しかし、その後も招集に応じ、代表でのプレーを続けている。

## 人物
- 既婚者で妻との間に息子と娘がいる。端整な顔立ちで、女性ファンも多い。また妻も美女で美男美女夫婦としてよく名前が挙げられている。元代表GKでフランスW杯、日韓W杯にも出場したリカルド・タバレリは義兄。実弟のフリオ・サンタ・クルス（英語版）もブラックバーンに加入することが2008年8月、同クラブ公式サイトにて発表された。
- 名前のロケは彼の誕生日にパラグアイでサンロケ祭が行われていたことが由来。苗字のサンタ・クルスは「聖なる十字架」という意味がある。
- サンタ・クルスは英語を話せたため、バイエルン時代はオーウェン・ハーグリーヴスと非常に仲が良かった。
- ミズノのスパイク「WAVE IGNITUS MD」を使用している[8]。

## 個人成績
| 国内大会個人成績 | 国内大会個人成績       | 国内大会個人成績 | 国内大会個人成績 | 国内大会個人成績             | 国内大会個人成績             | 国内大会個人成績 | 国内大会個人成績 | 国内大会個人成績 | 国内大会個人成績 | 国内大会個人成績 | 国内大会個人成績 |
| 年度             | クラブ                 | 背番号           | リーグ           | リーグ戦                     | リーグ戦                     | リーグ杯         | リーグ杯         | オープン杯       | オープン杯       | 期間通算         | 期間通算         |
| 年度             | クラブ                 | 背番号           | リーグ           | 出場                         | 得点                         | 出場             | 得点             | 出場             | 得点             | 出場             | 得点             |
| パラグアイ       | パラグアイ             | パラグアイ       | パラグアイ       | リーグ戦                     | リーグ戦                     | リーグ杯         | リーグ杯         | オープン杯       | オープン杯       | 期間通算         | 期間通算         |
| ---------------- | ---------------------- | ---------------- | ---------------- | ---------------------------- | ---------------------------- | ---------------- | ---------------- | ---------------- | ---------------- | ---------------- | ---------------- |
| 1997             | オリンピア             |                  |                  | 1                            | 0                            |                  |                  |                  |                  |                  |                  |
| 1998             | オリンピア             |                  |                  | 9                            | 3                            |                  |                  |                  |                  |                  |                  |
| 1999             | オリンピア             |                  |                  | 14                           | 10                           |                  |                  |                  |                  |                  |                  |
| ドイツ           | ドイツ                 | ドイツ           | ドイツ           | リーグ戦                     | リーグ戦                     | リーグ杯         | リーグ杯         | DFBポカール      | DFBポカール      | 期間通算         | 期間通算         |
| 1999-00          | バイエルン             | 24               | ブンデス1部      | 28                           | 5                            |                  |                  |                  |                  |                  |                  |
| 2000-01          | バイエルン             | 24               | ブンデス1部      | 19                           | 5                            |                  |                  |                  |                  |                  |                  |
| 2001-02          | バイエルン             | 24               | ブンデス1部      | 22                           | 5                            |                  |                  |                  |                  |                  |                  |
| 2002-03          | バイエルン             | 24               | ブンデス1部      | 14                           | 5                            |                  |                  |                  |                  |                  |                  |
| 2003-04          | バイエルン             | 24               | ブンデス1部      | 29                           | 5                            |                  |                  |                  |                  |                  |                  |
| 2004-05          | バイエルン             | 24               | ブンデス1部      | 4                            | 0                            |                  |                  |                  |                  |                  |                  |
| 2005-06          | バイエルン             | 24               | ブンデス1部      | 13                           | 4                            |                  |                  |                  |                  |                  |                  |
| 2006-07          | バイエルン             | 24               | ブンデス1部      | 26                           | 2                            |                  |                  |                  |                  |                  |                  |
| イングランド     | イングランド           | イングランド     | イングランド     | リーグ戦                     | リーグ戦                     | FLカップ         | FLカップ         | FAカップ         | FAカップ         | 期間通算         | 期間通算         |
| 2007-08          | ブラックバーン         | 9                | プレミア         | 37                           | 19                           | 3                | 3                | 3                | 1                | 43               | 23               |
| 2008-09          | ブラックバーン         | 9                | プレミア         | 20                           | 4                            | 7                | 2                | 0                | 0                | 27               | 6                |
| 2009-10          | マンチェスター・シティ | 14               | プレミア         | 19                           | 3                            | 3                | 1                | 0                | 0                | 22               | 4                |
| 2010-11          | マンチェスター・シティ | 14               | プレミア         | 1                            | 0                            | 1                | 0                | 0                | 0                | 2                | 0                |
| 2010-11          | ブラックバーン         |                  | プレミア         | 9                            | 0                            |                  |                  |                  |                  |                  |                  |
| スペイン         | スペイン               | スペイン         | スペイン         | リーグ戦                     | リーグ戦                     | 国王杯           | 国王杯           | オープン杯       | オープン杯       | 期間通算         | 期間通算         |
| 2011-12          | ベティス               | 16               | プリメーラ       | 33                           | 7                            |                  |                  |                  |                  |                  |                  |
| 通算             | パラグアイ             | パラグアイ       |                  | \|24                         | 13\|\|\|\|\|\|\|\|\|\|\|     |                  |                  |                  |                  |                  |                  |
| 通算             | ドイツ                 | ドイツ           | ブンデス1部      | \|155                        | 31\|\|\|\|\|\|\|\|\|\|\|\|\| |                  |                  |                  |                  |                  |                  |
| 通算             | イングランド           | イングランド     | プレミア         | 86                           | 26                           | 14               | 6                | 3                | 1                | 103              | 33               |
| 通算             | スペイン               | スペイン         | プリメーラ       | \|33                         | 7\|\|\|\|\|\|\|\|\|\|\|\|\|  |                  |                  |                  |                  |                  |                  |
| 総通算           | 総通算                 | 総通算           | 総通算           | \|\|\|\|\|\|\|\|\|\|\|\|\|\| |                              |                  |                  |                  |                  |                  |                  |

## 代表歴

### 出場大会
- パラグアイ代表 - 1999年4月28日 - A代表初出場 - メキシコ代表戦
  - 1999年 - コパ・アメリカ（準々決勝敗退）
  - 2002年 - FIFAワールドカップ（ベスト16）
  - 2006年 - FIFAワールドカップ（グループリーグ敗退）
  - 2007年 - コパ・アメリカ（準々決勝敗退）
  - 2010年 - FIFAワールドカップ（ベスト8）
  - 2011年 - コパ・アメリカ（準優勝）
  - 2015年 - コパ・アメリカ（4位）

### 試合数
- 国際Aマッチ 112試合 32得点（1999年-2016年）[9][10]

| パラグアイ代表 | 国際Aマッチ | 国際Aマッチ |
| 年             | 出場        | 得点        |
| -------------- | ----------- | ----------- |
| 1999           | 8           | 4           |
| 2000           | 9           | 2           |
| 2001           | 4           | 1           |
| 2002           | 7           | 2           |
| 2003           | 5           | 1           |
| 2004           | 4           | 0           |
| 2005           | 5           | 3           |
| 2006           | 3           | 0           |
| 2007           | 12          | 5           |
| 2008           | 7           | 2           |
| 2009           | 2           | 0           |
| 2010           | 13          | 3           |
| 2011           | 10          | 2           |
| 2012           | 2           | 0           |
| 2013           | 6           | 3           |
| 2014           | 7           | 2           |
| 2015           | 6           | 2           |
| 2016           | 2           | 0           |
| 通算           | 112         | 32          |

## タイトル

### クラブ
オリンピア
- リーガ・パラグアージャ : 1997, 1998, 1999

バイエルン・ミュンヘン
- ブンデスリーガ : 1999-00, 2000-01, 2002-03, 2004-05, 2005-06
- DFBポカール : 1999-00, 2002-03, 2004-05, 2005-06
- DFLリーガポカール : 2000, 2004
- UEFAチャンピオンズリーグ : 2000-01
- FIFAインターコンチネンタルカップ : 2001

### 個人
- パラグアイ年間最優秀選手 : 1999
- ブラックバーン・ローヴァーズFC年間最優秀選手 : 2007-08

## 外部サイト
- ロケ・サンタ・クルス - Olympedia (英語)
- ロケ・サンタ・クルス - National-Football-Teams.com (英語)
- ロケ・サンタ・クルス - Soccerway.com (英語)
- ロケ・サンタ・クルス - Soccerbase.comによる選手データ (英語)
- ロケ・サンタ・クルス - FootballDatabase.eu (英語)
- ロケ・サンタ・クルス - WorldFootball.net (英語)
- ロケ・サンタ・クルス - Transfermarkt.comによる選手データ (英語)
- ロケ・サンタ・クルス - FIFA主催大会成績 (英語)
- ロケ・サンタ・クルス - UEFA (英語)
- ロケ・サンタ・クルス - レキップ (フランス語)
- オフィシャルサイト (Web archive)